# Diaea graphica
Diaea graphica es una especie de araña cangrejo del género Diaea, familia Thomisidae. Fue descrita científicamente por Simon en 1882.

## Distribución
Esta especie se encuentra en Yemen.